# Berner Finanzaffäre
Die Berner Finanzaffäre war ein politischer Skandal, der in den Jahren 1984 bis 1986 den Kanton Bern in der Schweiz erschütterte. Rudolf Hafner, ein Revisor der bernischen Kantonsverwaltung, deckte als Whistleblower die Verletzung verschiedener Vorschriften des Finanzhaushaltsgesetzes sowie den Missbrauch von Steuergeldern und des SEVA-Lotteriefonds auf. Unter anderem waren heimlich hohe Geldbeträge an berntreue Organisationen in der Jurafrage geflossen, um eine mögliche Abspaltung französischsprachiger Bezirke im Jura und des Laufentals zu verhindern. Ebenso dienten Gelder des Lotteriefonds rechtswidrig dazu, gesellige Anlässe der Kantonsverwaltung sowie Vergnügungsreisen und private Ausgaben von Mitgliedern des Regierungsrates zu begleichen. Die beiden hauptverantwortlichen Regierungsräte Werner Martignoni und Hans Krähenbühl verzichteten 1986 auf eine Wiederwahl, zu strafrechtlichen Konsequenzen kam es jedoch nicht. Allerdings erklärte das Bundesgericht die 1983 durchgeführte Volksabstimmung, bei der sich das Laufental für den Verbleib beim Kanton Bern ausgesprochen hatte, wegen der massiven Einflussnahme für ungültig. Bei der Wiederholung 1989 entschied sich das Laufental schliesslich für einen Wechsel zum Kanton Basel-Landschaft.

## Erste Enthüllungen
Am 23. August 1984 verschickte Rudolf Hafner, der seit 1980 in der bernischen Kantonsverwaltung als Revisor mit Beamtenstatus arbeitete, eine 23-seitige Eingabe an alle 200 Mitglieder des Grossen Rates und verlangte eine disziplinarische Untersuchung gegen den Regierungsrat. Dieser habe fortlaufend gegen das kantonale Finanzhaushaltsgesetz verstossen, Lotterie- und Steuergelder missbraucht sowie durch verschiedene Buchhaltungstricks gegen die Kantonsverfassung verstossen. In seinem mit Kopien von Quittungen und Zahlungsanweisungen belegten Bericht wies er zahlreiche ungesetzliche Zahlungen an Parteien, Personen und Firmen sowie Verschleierungstaktiken und Mängel in den Strukturen der Kontrollinstanzen nach.
Die Existenz des Budgetpostens «Unvorhergesehenes», für den jährlich 300'000 Franken zur Verfügung standen und über deren Verwendung der Regierungsrat frei entscheiden konnte, war zwar allgemein bekannt. Einblick in die Zahlungen hatte aber nur die Staatswirtschaftskommission des Grossen Rates, jedoch nicht einzelne Grossräte. Auf ausdrückliche Anweisung ihres eigenen Chefs unterliess es die Finanzkontrolle zudem, diese Ausgaben auf ihre Gesetzmässigkeit hin zu prüfen. So waren über diesen Budgetposten 54'000 Franken an die SVP und 15'000 Franken an den Handels- und Industrieverein überwiesen worden, um damit Abstimmungskampagnen zu finanzieren. Besonders brisant waren Zuwendungen an Akteure im Zusammenhang mit der Jurafrage. Beispielsweise waren über Umwege allein in den Jahren 1980 bis 1983 rund 120'000 Franken an die antiseparatistische Organisation Force démocratique von Marc-André Houmard geflossen. Weitere 67'000 Franken finanzierten 1982 eine Ausstellung über das Laufental, 75'000 Franken gingen an das für seine berntreue Klientel bekannte Hôtel de l’Ours in Moutier, 125'000 Franken an Radio Jura bernois in Tavannes und 67'000 Franken an die Aktion bernisches Laufental (ABL). Aus dem SEVA-Lotteriefonds, den der Regierungsrat treuhänderisch und ohne übergeordnete Kontrollinstanz verwaltete, flossen jährlich bis zu 160'000 Franken in die Spesenkassen der Kantonsverwaltungsdirektionen (verharmlosend «Kässeli» genannt), um damit beispielsweise gesellige Anlässe zu finanzieren. In einigen Fällen nutzte die Kantonsregierung den teilweise ebenfalls mit Lotteriegeldern gespiesenen Budgetposten «Unvorhergesehenes», um Nachtragskredite und Ratsdebatten darüber zu vermeiden oder um die Finanzkompetenzen des Grossen Rates und gelegentlich sogar die Möglichkeit eines fakultativen Referendums zu umgehen.
Urs Kohli, der Erste Sekretär der Finanzdirektion, verhängte am 24. August ein Hausverbot und veranlasste wegen des möglichen Verdachts auf Amtsgeheimnisverletzung und ohne gerichtliche Genehmigung eine Durchsuchung der Wohnung des Whistleblowers durch die Polizei, während Hafner vorübergehend bei Bekannten untertauchte. Als diese Vorgänge in der Öffentlichkeit bekannt wurden, entstand der Eindruck, es solle ein unbequemer Kritiker verhaftet und mundtot gemacht werden, anstatt die Vorwürfe ernsthaft zu prüfen. Der für das Finanzwesen zuständige Regierungsrat Werner Martignoni (SVP) versicherte am 25. August gegenüber den Medien, alle Zahlungen seien «in Erfüllung eines öffentlichen Auftrags» erfolgt. Regierungspräsident Hans Krähenbühl (FDP) wiederum betonte zwei Tage später vor dem Beginn der Grossratssession, die Regierung könne «jetzt schon festhalten, dass sie mit den teilweise beanstandeten Beitragsgewährungen immer im Interesse der Öffentlichkeit gehandelt» habe. Dessen ungeachtet beschloss der Grosse Rat die Einsetzung einer 17-köpfigen «Besonderen Untersuchungskommission» (BUK), der Vertreter aller Fraktionen angehörten. Unter dem Vorsitz von Rosmarie Felber (CVP) nahm die BUK ihre Tätigkeit im September 1984 auf, wobei sie unter Ausschluss der Öffentlichkeit arbeitete und ihre Mitglieder sich zur Geheimhaltung verpflichteten.

## Ergebnisse der Untersuchungskommission
Im Juli 1985 teilte das kantonale Amt für Information mit, dass die Untersuchungen abgeschlossen seien und die Ergebnisse am 9. September veröffentlicht würden. Am 30. August 1985 gelangte die Berner Zeitung über Grossrat und Kommissionsmitglied Luzius Theiler (DA) vorzeitig in den Besitz des BUK-Berichts, worauf die Redaktion beschloss, Kopien davon auch anderen Zeitungen zukommen zu lassen (zu diesem Zeitpunkt war der 180-seitige Bericht noch nicht fertig ins Französische übersetzt). Einen Tag später machten die Medien gemeinsam Zusammenfassungen des Berichts publik. Gemäss der BUK, die noch am selben Tag an die Öffentlichkeit trat, trafen die von Rudolf Hafner erhobenen Vorwürfe im Wesentlichen zu. Dazu gehörten Amtspflichtverletzungen, die illegale Mitfinanzierung von Abstimmungskampagnen und Aktionen in der Jurafrage, unrechtmässige Verteilung von Sport-Toto- und SEVA-Geldern, die Frisierung der Staatsrechnung und die Überschreitung von Kompetenzen. Die BUK fand heraus, dass einzelne Zuwendungen noch höher gewesen waren, als ursprünglich von Hafner angegeben. So erhielt die ABL zusätzlich zu den bereits bekannten Zuwendungen aus dem Lotteriefonds weitere 273'281 Franken aus dem Budgetposten «Unvorhergesehenes», wodurch es ihr möglich gewesen war, die am 11. September 1983 durchgeführte Volksabstimmung über den möglichen Kantonswechsel des Laufentals entscheidend zugunsten Berns zu beeinflussen.
Eine weitere missbräuchliche Verwendung von Lotteriefonds-Geldern war eine Spende von 200'000 Franken an die britische Fluggesellschaft Dan-Air, damit diese weiterhin Linienflüge vom Flughafen Bern-Belp nach London anbot. Eine entsprechende Subvention aus der ordentlichen Rechnung wäre politisch umstritten gewesen, weshalb der Regierungsrat es vorzog, die Zahlung der Aufsicht des Grossen Rates zu entziehen. Als die SOVAG, eine heruntergewirtschaftete private Firma zur Verwertung von Sonderabfällen, den Kanton Bern um Unterstützung bat, wollten die Behörden eine entsprechende Subventionierung nicht dem Grossen Rat unterbreiten, um unangenehmen Fragen kritischer Parlamentarier zu entgehen. Aus diesem Grund teilten sie den Sanierungskredit auf drei Beschlüsse auf und entzogen ihn so der parlamentarischen Mitsprache. Aufgrund eingegangener Eventualverpflichtungen wäre der Gesamtkredit hoch genug gewesen, um ihn dem fakultativen Referendum zu unterstellen. Ein ähnlicher Trick wurde angewendet, um die umstrittene Melioration des Areals der Anstalten Witzwil zu verschleiern. Weitere Verstösse betrafen die Privilegierung von Polizeibeamten und EDV-Projekte, bei denen die Kosten aus dem Ruder gelaufen waren.
Obwohl zumindest einzelne Vorwürfe schwerwiegend waren, verzichtete die BUK mit Stichentscheid der Präsidentin darauf, eine Disziplinaruntersuchung einzuleiten. Dazu beigetragen hatte insbesondere der Eindruck, dass zu diesem Zeitpunkt für das kritisierte Verhalten der Regierungsräte keinerlei unlautere persönliche Motive zugrunde zu liegen schienen. Die Kantonsregierung räumte zwar «rechtliche Fehler» ein, rechtfertigte ihr Handeln aber mit dem Hinweis auf eine seit Jahrzehnten übliche Praxis, von der sie sich habe leiten lassen. Sie habe sich während der politischen Auseinandersetzungen um die Integrität des Kantonsgebiets verpflichtet gefühlt, einen grösseren politischen Handlungsspielraum zu nutzen. Zudem seien verschiedene Praktiken dem Grossen Rat bekannt gewesen und von diesem sogar genehmigt worden. Am 2. September 1985 gaben die Justizbehörden bekannt, dass das Verfahren gegen Hafner eingestellt worden sei. Später sprach ihm das Obergericht eine Entschädigung von 3000 Franken zu. Am 4. September 1985 reichte Grossrat Jürg Schärer (POCH) Strafanzeigen gegen acht von neun Regierungsratsmitgliedern wegen Amtsmissbrauch und ungetreuer Amtsführung ein, mit Ausnahme von René Bärtschi (SP), der erst nach Hafners Enthüllungen gewählt worden war.

## Weitere Enthüllungen
Als Reaktion auf die Erklärung der Kantonsregierung sandte Hafner den BUK-Mitgliedern am 31. Oktober 1985 einen weiteren detaillierten Bericht zu, worin er neue Vorwürfe erhob. Unter anderem wies er auf ungetreue Amtsführung und missbräuchliche Begleichung privater Auslagen über die Staatskasse hin, wodurch er der regierungsrätlichen Darstellung entschieden widersprach. Für Aufsehen sorgte insbesondere die Enthüllung, dass Hans Krähenbühl mehrere Male auf Staatskosten sein Privatauto der Marke Jaguar in der kantonalen Garage hatte reparieren lassen. Hafner schätzte den Wert dieser Gratisarbeiten auf 20'000 Franken. Stossend war die Zweckentfremdung der «Kässeli» insbesondere deshalb, weil jeder Regierungsrat zusätzlich zur normalen Besoldung ohnehin eine jährliche Repräsentationszulage von 10'000 Franken bezog. Während die Bevölkerung die früheren Untersuchungsergebnisse angesichts ihrer rechtlichen Komplexität mit Gelassenheit zur Kenntnis genommen hatte, reagierte sie nun mit grosser Empörung auf die eher als nebensächlich einzustufenden Details. Eine Hauptrolle spielten dabei die Medien, die ausführlich über die «Jaguar-Affäre» berichteten und das Auto zum Symbol der ganzen Finanzaffäre machten.
Die am 4. November 1985 beginnende Grossratssession stand ganz im Zeichen des BUK-Berichts. Das Kantonsparlament beschloss dabei mehrere Reformen, darunter die ersatzlose Streichung des Kontos «Unvorhergesehenes», ein Verbot der Unterstützung politischer Organisationen im Berner Jura ohne gesetzliche Grundlagen, die Trennung der Finanzkontrolle von der Finanzdirektion, ein Verbot der kantonalen Mitfinanzierung von Abstimmungskampagnen sowie eine Überprüfung des politischen Engagements von gemischtwirtschaftlichen Unternehmen. Um die Wogen etwas zu glätten, gaben die Regierungsräte Martignoni und Krähenbühl am 11. November bekannt, dass sie bei den nächsten Wahlen im April 1986 nicht mehr kandidieren würden. Drei Tage später lehnte es der Grosse Rat mit 98 zu 77 Stimmen ab, eine Disziplinaruntersuchung einzuleiten, da die Verfehlungen nicht zwecks persönlicher Bereicherung geschehen, sondern eine Folge systematischer Mängel der Kontrollinstanzen und früherer Fehlentwicklungen gewesen seien. Ebenso beschloss der Grosse Rat, die Immunität der Regierungsratsmitglieder vorerst nicht aufzuheben. Anstelle der mittlerweile zurückgetretenen Rosmarie Felber übernahm Claude Gay-Crosier (CVP) das Präsidium der BUK.
Im Dezember 1985 forderte Gay-Crosier bei Rudolf Hafner einen dritten Bericht über Details an, die noch nicht offiziell untersucht worden waren. Dieser lag am 29. Mai 1986 vor und förderte neue Erkenntnisse zutage. Demnach waren aus der SEVA-finanzierten Spesenkasse der Präsidialverwaltung mehrmals Reisen bezahlt worden, beispielsweise 1981 eine Fahrt der Regierungsräte mit ihren Ehefrauen nach Wien oder zwei Jahre später der Besuch des Endspiels des FA Cup 1983 im Londoner Wembley-Stadion durch Staatsschreiber Martin Josi und sechs Regierungsräte. Ebenso waren Spesen zum Teil doppelt bezogen und private Ausgaben wie Vereinsbeiträge oder Versicherungsprämien rückvergütet worden. Der neugewählte Grosse Rat beschloss an seiner konstituierenden Sitzung am 3. Juni einstimmig, wegen des Verdachts auf missbräuchliche Verwendung von Lotteriegeldern Strafanzeigen gegen die neun in der vergangenen Legislaturperiode amtierenden Regierungsräte einzureichen und die Immunität aufzuheben.

## Folgen der Finanzaffäre
Der im Juni 1987 veröffentlichte BUK-Schlussbericht erregte kaum noch Aufsehen, denn er bestätigte nur, was ohnehin schon bekannt war. Einzelne Chefbeamte traten als Folge der Finanzaffäre zurück oder wurden ihres Amtes enthoben. Strafrechtliche Konsequenzen hatte die Aufdeckung der Affäre hingegen keine, denn im selben Jahr stellten die Justizbehörden das Strafverfahren gegen die Angeklagten «mangels strafrechtlich relevanten Verschuldens» ein. Allerdings hatte die Affäre politische Konsequenzen. Bei den Grossratswahlen vom 27. April 1986 musste vor allem die SVP empfindliche Verluste hinnehmen, während die erstmals antretende grün-liberale Freie Liste auf Anhieb elf Sitze errang und zur viertstärksten Kraft im Kanton Bern aufstieg. Gleichzeitig fanden auch die Regierungsratswahlen statt, wobei im ersten Wahlgang wie bisher drei SP- und vier SVP-Vertreter gewählt wurden. Im zweiten Wahlgang am 11. Mai kam es zu einer Überraschung, als gleich beide FDP-Kandidaten unterlagen; gewählt wurden stattdessen Leni Robert und Benjamin Hofstetter von der Freien Liste. Erstmals überhaupt hatte Bern eine Mitte-links-Regierung, und zum ersten Mal seit 1831 gehörte kein Freisinniger der Kantonsregierung an. Zu den neu gewählten Grossräten gehörte auch Rudolf Hafner, der auf der Freien Liste kandidiert hatte; ein Jahr später folgte seine Wahl in den Nationalrat. Beide Ämter gab er 1994 aus beruflichen Gründen auf.
Besonders weitreichende Folgen hatte die Berner Finanzaffäre für das Laufental, das sich am 11. September 1983 in einer Volksabstimmung mit 56,3 % der Stimmen gegen einen Wechsel zum Kanton Basel-Landschaft ausgesprochen hatte. Hafners Enthüllungen, dass die probernische Seite im Geheimen finanziell massiv unterstützt worden war, führten zu Protestdemonstrationen und zu Forderungen nach einer Wiederholung der Abstimmung. Fünf Laufentaler Stimmberechtigte reichten am 3. September 1985 eine Abstimmungsbeschwerde ein, die der Grosse Rat jedoch mit Hinweis auf die abgelaufene Beschwerdefrist ablehnte. Der Verein Laufentaler Bewegung focht diese Abweisung beim Bundesgericht an. Dieses hiess die Beschwerde am 18. März 1987 gut, worauf der Grosse Rat sich doch noch mit der Angelegenheit befassen musste. Als er am 3. November 1987 die Beschwerde erneut ablehnte, gelangte die Laufentaler Bewegung ein weiteres Mal mit einer staatsrechtlichen Beschwerde ans Bundesgericht und machte geltend, dass der Kanton Bern widerrechtlich Einfluss auf die Meinungsbildung genommen habe. Am 20. Dezember 1988 verfügte das Bundesgericht, dass die Abstimmung wiederholt werden müsse. Diese fand am 12. November 1989 statt und ergab eine Mehrheit von 51,7 % zugunsten des Kantonswechsels, der schliesslich am 1. Januar 1994 vollzogen wurde.
Regierung und Parlament des 1979 gegründeten Kantons Jura forderten eine lückenlose Aufklärung der Berner Finanzaffäre, insbesondere über die geheimen Zahlungen an antiseparatistische Organisationen. Da sich der Bundesrat für nicht zuständig erklärte, gelangte die jurassische Kantonsregierung am 11. Oktober 1988 ans Bundesgericht. Sie forderte zusätzlich die Annullierung von Abstimmungen in jenen Bezirken und Gemeinden, die sich gegen den Beitritt zum Kanton Jura ausgesprochen hatten, sowie deren Wiederholung unter fairen Bedingungen. Am 13. März wies das Bundesgericht die Klagen jedoch zurück.